# Исмаалан отар
Исмаалан отар (ИсмаӀлар отар, ИсмаӀалгӀеран отар) — урочище, бывший хутор в Казбековском районе Дагестана.

## География
Хутор находился на южной стороне от села Ширча-Эвла (современный Калининаул Казбековского района.

## История
Название дословно означает «хутор потомков Исмаила», где -гӀ- обозначает ответвление фамилии.
Исмаалан отар был основан Исмайлом и его потомками. С чеченского переводится, как «хутор или аул Исмаала».
Хутор был ликвидирован в 1930-е годы, Сулейманов ссылается на постановление «О ликвидации хуторской системы», окончательно ликвидировавшее систему хуторских поселений в 1958 году.